# Сионизм в СССР
Сионизм в СССР — движение советских евреев, связанное с созданием еврейского государства в Палестине и эмиграцией в него.
Отношение советских властей к сионизму с течением времени менялось, но в целом всегда оставалось негативным: сионистская деятельность преследовалась властями, начиная с 1920-х и вплоть до перестройки. В «Краткой еврейской энциклопедии» отмечается, что термин «сионизм» приобрёл в СССР «не столько реальный историко-политический смысл, сколько расширительный и во многом мифологический». В теории сионистами считались носители шовинистической и расистской идеологии, на практике термин употреблялся в отношении любого неугодного еврея, не имеющего никакого отношения к сионизму. Советские критики сионизма заявляли, что он изначально «был призван отвлечь еврейские трудящиеся массы от революционной борьбы, сохранить господство буржуазии над трудящимися». Наиболее активную антисионистскую пропаганду вели советские организации, членами которых были в основном евреи: в частности, Еврейская секция РКП(б) и Антисионистский комитет советской общественности.
В Советской России и СССР в 1919—1989 годы преподавание иврита (за исключением изучения на кафедрах востоковедения) было запрещено. Выезд евреев на постоянное место жительства в Израиль был крайне затруднён. Сионисты массово подвергались преследованиям и репрессиям.
Изначально положительное отношение к Израилю со стороны СССР (начиная с осени 1948 и по 1953 годы) резко ухудшилось и сменилось на враждебное, в 1967 году дипломатические отношения были разорваны. С 1956 года СССР оказывал активную помощь враждебным Израилю арабским странам и террористическим движениям и вёл антиизраильскую пропаганду на международной арене.
Помощь советским евреям, желающим эмигрировать из СССР, оказывали израильские и американские организации.

## История

### Сионистские организации в Российской Республике и Советской России
Сионистские организации и пропаганда идей сионизма были запрещены в Российской империи специальным секретным циркуляром министра внутренних дел Плеве в 1903 году.
Февральская революция, отмена ограничений для евреев и легализация деятельности сионистских организаций в России привели к росту их количества и числа их сторонников. В мае 1917 года в Петрограде состоялся Общероссийский съезд сионистов. На него съехалось 552 делегата от 700 местных организаций, объединявших 140 тысяч активных членов сионистских организаций, плативших членские взносы. К сентябрю 1917 года их насчитывалось более 300 тысяч, а число организаций превысило 1200, несмотря на то, что существенная часть населённой евреями российской территории находилась под немецкой оккупацией. В это время в России издавалось 39 сионистских газет и журналов на идише, 10 на иврите и 3 на русском языке. Культурно-просветительное общество «Тарбут» имело 250 школ и других учреждений на иврите.
Хотя 9 ноября 1917 года центральный комитет Российской сионистской организации (ЦК РСО) осудил большевистский переворот и призвал к поддержке потенциальных преемников Временного правительства, в основном сионисты старались избегать конфликтов с властями. С учётом публикации в те же дни декларации Бальфура, вызвавшей небывалый эмоциональный подъём в еврейской среде, ЦК РСО объявил о нейтралитете во внутрироссийской политике и поставил главной задачей пропаганду массовой иммиграции евреев в Палестину. В Одессе более 100 тыс. человек прошлись по улицам под сине-белыми флагами с лозунгом «Свобода в России, земля и свобода в Эрец-Исраэль».
На 1-м Съезде еврейских общин 30 июня — 4 июля 1918 года в Москве было избрано Центральное бюро еврейских общин, в составе которого из 40 человек было 16 представителей сионистских организаций. Однако большевики в лице Еврейского комиссариата Наркомнаца блокировали деятельность бюро и конфисковали все общинные средства и имущество путём передачи еврейским комиссариатам на местах. В дальнейшем противодействие сионистской деятельности осуществлялось по инициативе созданной в рамках РКП(б) Еврейской секции. В разработанных её руководством тезисах «О сионизме» утверждалось, что сионистское движение представляет собой «исключительно вспомогательную организацию империализма, вдохновлённую англо-американской еврейской плутократией».
В 1919 году было запрещено преподавание иврита, изъяты книги, закрыты издательства и издания на этом языке, ВЧК на несколько недель арестовала руководителей сионистского движения в России.
Официально 21 июля 1919 года Президиум ВЦИК по жалобе «представителей Сионистской партии Бруцкуса, Гепштейна и Идельсона о стеснениях её организаций на местах» по предложению Михаила Калинина разъяснил руководству Сионистской организации, что, поскольку она ранее «не объявлялась контрреволюционной, то нет и оснований для принятия специального акта о её юридической легализации, а потому советские органы не будут чинить препятствий культурно-воспитательной деятельности сионистов». Ряд наркоматов в рамках разъяснения ВЦИК издал собственные распоряжения в духе ограничения произвола. Однако такой подход вызывал резкие возражения со стороны Евсекции. В итоге ЦК РКП(б) решил использовать «в качестве оптимальной тактику негласной борьбы с Сионистской организацией России путём тайных арестов её предводителей, административных репрессий и финансового давления».
Тем не менее сионистские организации продолжали действовать. В годы гражданской войны под руководством Иосифа Трумпельдора была начата организация групп Гехалуц, в рамках которых молодёжь готовилась к эмиграции в Палестину. Гехалуц создавал для такой подготовки производственные и сельскохозяйственные кооперативы. Весной 1919 года в сотнях населённых пунктов была проведена так называемая палестинская неделя. 20 апреля 1920 года в Москве открылась конференция сионистов, в которой приняло участие около 100 делегатов. На третий день после начала работы все они за исключением Якова Мазе и Элиэзера Чериковера были арестованы. В числе арестованных делегатов был один из лидеров российских сионистов, депутат Учредительного собрания от Минского округа по еврейскому списку Юлий Бруцкус. Не помогло даже прямое обращение А. М. Горького к Ленину на личной встрече. Ленин дал понять, что к сионизму он относится крайне отрицательно.
Тысячи участников движения подверглись репрессиям. В дальнейшем почти все руководители движения были вынуждены уехать из страны. 21 июля 1921 года в Палестину эмигрировали 12 крупнейших ивритоязычных литераторов России во главе с Хаимом Бяликом.

### Репрессии против сионистов в сталинском СССР

#### До Второй мировой войны
Положение сионистов в СССР в первой половине 1920-х годов определялось конкуренцией между двумя коалициями внутри действующей власти. Поборником наиболее жёсткого курса выступала Евсекция и ряд представителей органов безопасности, трактующие сионистские организации как угрозу советскому государству и требующие их полной и незамедлительной ликвидации. Их оппонентами выступала группа большевистских лидеров, чьи интересы способствовали сочувственному отношению к стремлению сионистов обрести легальный статус. В эту группу входили Лев Каменев, Феликс Дзержинский, Николай Крестинский и некоторые другие высокопоставленные советские функционеры.
К 1923 году в Советском Союзе оставались лишь две разрешённые сионистские организации: Еврейская коммунистическая рабочая партия Поалей Цион и так называемое «легальное крыло» Гехалуца, которое декларировало коммунистическую идеологию и сотрудничало с властями. Сионистская социалистическая партия, созданная в 1920 году, действовала на полулегальном основании, остальные перешли в подполье. По приказу советских властей были закрыты все сионистские газеты. Существенную силу представляли сионистские молодёжные организации — Еврейский союз социалистической молодежи и Ха-шомер ха-цаир. Авторитет сионистов был настолько велик, что украинское ОГПУ констатировало, что государство фактически ведёт борьбу не с частью, а со всей массой еврейского населения.
Подпольное «Центральное сионистское бюро» во главе с Элиэзером Чериковером, созданное в 1920 году в Москве, выпускало машинописный информационный листок, обеспечивало получение в британском посольстве въездных виз в Палестину, помогало будущим репатриантам, координировало работу учебных центров «нелегального» Гехалуца, которые работали под видом единоличных крестьянских хозяйств.
В 1924 году около 3000 активных сионистов было арестовано. Благодаря связям в советском руководстве одного из сионистских лидеров Давида Шора, ему удалось с помощью Льва Каменева заменить тюрьму и лагеря для большинства арестованных высылкой за границу без права возвращения и лишением советского гражданства. После массовых высылок к марту 1925 года по данным ОГПУ в тюрьмах находились 34 сиониста, во внутренней ссылке — 132, в концлагерях − 15, готовились к высылке — 152.
Ивритоязычный театр Габима существовал до 1926 года. В 1926 году усилилось давление властей на легальный Гехалуц: в марте штаб-квартира организации в Москве подверглась обыску, а в июле были арестованы руководители во главе с Даном Пинесом.
В 1928 году были запрещены последние легальные сионистские организации. Имущество Гехалуца власти передали Обществу по распространению среди евреев ремесленного и земледельческого труда (ОРТ). Отдельные подпольные сионистские группы существовали до 1934 года, а эмиграция в Палестину продолжалась до 1936. По неполным данным, между 1919 и 1939 годами из СССР эмигрировали всего около 70 тысяч евреев, из них 34 тысячи прибыли в Палестину.

#### В период Второй мировой войны и до 1953 года
После начала Второй мировой войны и присоединения к СССР Западной Белоруссии, Западной Украины, Бессарабии и Прибалтики существовавшие там легальные сионистские организации были запрещены. Детские сады и школы с преподаванием на иврите, печатные издания и библиотеки ивритоязычной литературы были сразу закрыты. Любая деятельность, направленная на эмиграцию в Палестину, была приравнена к контрреволюционной. Сионисты ушли в подполье. Основная деятельность подполья сводилась к пропаганде ивритоязычной культуры. Хотя в материалах советских органов безопасности содержатся обвинения в адрес сионистов в подрывной и даже диверсионной деятельности, они избегали участия в антисоветских заговорах. Было несколько попыток объединения, но этому мешали идеологические противоречия между левыми и правыми сионистами. Однако в течение 1940 года удалось объединить левые структуры Ха-шомер ха-цаир в Литве, Западной Белоруссии и на Западной Украине, а также в Бессарабии и в Северной Буковине, а к весне 1941 года фактически произошло слияние «Херут» (Литва) и «Дрор» (Западная Украина) под руководством Мордехая Тененбаума.
В 1940—1941 годы многие лидеры и активисты были арестованы, депортированы на восток или отправлены в лагеря. Так, в Латвии в августе 1940 года были арестованы руководители латвийского «Бейтара» Давид Варгафтик, Беньямин Цукерман и другие сионистские активисты. Многие сионисты погибли в период сталинских репрессий.
Попытки наладить эмиграцию уцелевших в Холокосте евреев в 1944—1946 годах были предприняты в освобождённых от нацистской оккупации западных областях СССР эмиссарами организации Бриха. Им удалось организовать выезд в Палестину через Польшу и Румынию нескольких тысяч человек. В 1946 году организаторы операции были арестованы органами госбезопасности и приговорены к длительным срокам заключения, среди них были погибшие в советских лагерях Шмуэль Иоффе и Давид Померанц.
Провозглашение Израиля вызвало массовую положительную реакцию советских евреев. Приехавшую в СССР в качестве посла Голду Меир встречали у Московской хоральной синагоги тысячи человек. Участники войны обращались с просьбой разрешить им отправиться добровольцами для защиты Израиля, многие пытались собирать деньги для помощи новому государству. Однако 21 сентября 1948 года писатель Илья Эренбург опубликовал по указанию властей в газете «Правда» статью, в которой сообщил, что Израиль — убежище для евреев из капиталистических стран, а советских евреев это не касается.
В конце 1944 года в Жмеринке была создана подпольная молодёжная сионистская группа «Эйникайт» («Единство»), которую основали подростки Меир Гельфонд, Владимир Керцман, Михаил Спивак и Александр Ходорковский. Они изготавливали рукописные листовки на идиш и русском языке, распространяли их в Жмеринке, Виннице и Киеве. В 1949 году все члены группы были арестованы и приговорены к заключению от 8 до 25 лет лагерей. В 1948—1949 годах были арестованы и отправлены в лагеря участники «антисоветской националистической группы» — ивритозычные писатели и поэты Ицхак Каганов, Григорий Плоткин, Григорий Прейгерзон и знаток иврита Меир Баазов. В Москве студенты Виталий Свечинский, Михаил Маргулис и Роман Брахтман строили планы бегства из СССР в Израиль, были арестованы и приговорены к 10 годам исправительно-трудовых лагерей. Таких дел в период 1948—1953 годов было множество.
Обвинения в сионизме выдвигались в период антиеврейских репрессий 1948—1953 годов — кампании по борьбе с космополитизмом, «дела ЕАК» и «дела врачей».

### Послесталинский период
После смерти Сталина во второй половине 1950-х годов в СССР активизировался процесс возрождения еврейского национального самосознания. После 1956 года были освобождены из тюрем и лагерей многие жертвы репрессий, в том числе и старые сионисты. Появилась теоретическая возможность встретиться с представителями посольства Израиля и слушать израильское радио. На этой основе стали возникать первые сионистские кружки. Чаще всего они формировались вокруг одной или нескольких семей. Такие группы возникли в Москве, Ленинграде, Киеве, Львове, Одессе, Виннице, Ташкенте и других городах. Синайская кампания 1956 года и Международный фестиваль молодёжи и студентов в Москве в 1957 году стали катализаторами интереса к Израилю со стороны еврейской молодёжи в СССР, хотя власти предпринимали меры для предотвращения встреч советских евреев с израильтянами. Появился первый, хотя и нерегулярный еврейский самиздат.
Ещё за несколько месяцев до открытия фестиваля прошел ряд антисионистских процессов. 31 мая 1957 года в Челябинске инженера С. Ф. Левина приговорили к 5 годам лишения свободы за то, что он обвинил Маленкова в «раздувании шовинизма и антисемитизма» а также от имени «советских патриотов» направил в ЦК КПСС протест против «позорной и варварской системы глушения иностранных радиостанций». 23 июля того же года в Киеве судили группу из 4 пожилых тайных сионистов — Баруха Вайсмана, Марека Дразнина, Гирша Ременика и Якова Фридмана, получивших в 1955 году от представителя израильского посольства нелегальную литературу. Лидера группы 70-летнего Баруха Вайсмана приговорили 5 годам колонии, но выпустили в 1960-м. Стремление сионистов из израильской делегации на фестивале встретиться с советскими евреями и попытки властей ограничить такие встречи закончились высылкой из СССР 8 сентября 1957 года сотрудника «Натива» Элиягу Хазана, работавшего в Москве под дипломатическим прикрытием.
В Москве в 1958 году семью Подольских, Тину Бродецкую с отчимом Евсеем Добровским и 82-летнего учителя иврита Григория Зильбермана, распространявших литературу из израильского посольства, арестовали и осудили за антисоветскую агитацию и пропаганду. В том же году за контакты с израильской делегацией на фестивале и распространение материалов об Израиле был арестован москвич Давид Хавкин, в Днепропетровске — Иосиф Камень, в Минске — Анатолий Рубин. В 1960 году в Ленинграде за встречи с работниками израильского посольства и получение от них литературы по изучению иврита и о жизни в Израиле, был арестован и осужден за антисоветскую деятельность Натан Цырульников. Всего около 100 членов таких групп было арестовано, часть потом были освобождены.
С 1954 года начались первые, буквально единичные разрешения на эмиграцию в Израиль: 53 человека в 1954 году, 106 — в 1955 и 753 — в 1956. В основном уезжали пожилые люди под предлогом «объединения семей». Советские власти активно противодействовали эмиграции советских граждан вообще и евреев в частности. Большинству желающих эмигрировать власти отказывали в разрешении, некоторым неоднократно в течение многих лет. Тогда же появился термин «отказник». После получения «отказа» многие теряли квалифицированную работу (инженеры, врачи и т. д.) и были вынуждены в течение длительного времени работать дворниками, истопниками и т. п. Многие активисты, боровшиеся за выезд из СССР, подвергались преследованиям, некоторые были арестованы. Лица, подвергавшиеся заключению за сионистскую деятельность, получили название «узники Сиона».
Геннадий Костырченко считает, что главными факторами способствовавшими пробуждению еврейского самосознания в СССР были «либерализация режима власти, а также снижение его репрессивности и ослабление изолированности страны от остального мира», а также продолжение антисемитской политики властей и кризис доверия к официальной идеологии. Он также отмечает, что репрессии к членам узких почти семейных кружков привели к распространению сионистских идей среди евреев-заключенных, которые в дальнейшем также стали активистами зарождающегося сионистского движения. Распространению сионистских идей способствовала культурная деятельность: организация ряда любительских театральных коллективов и ансамблей, выступавших на идиш. В отличие от периода 1953—1956 годов, семейные связи уже не играли в конце 1950-х — начале 1960-х годов столь важной роли. Выросло значение еврейского самиздата.

### После Шестидневной войны
После победы Израиля в Шестидневной войне в СССР резко активизировалась антиизраильская и антисемитская пропаганда, усилились антисемитские настроения в обществе. У советских евреев под влиянием этих событий пробуждалось национальное самосознание, многие пришли к выводу о необходимости эмиграции. Сионистскому ренессансу в СССР также способствовал кризис, ставший следствием массового разочарования людей и в первую очередь молодёжи в официальной идеологии. В общественном сознании распространялись идеи, основанные на западном либерализме и этнонационализме (как среди русских, так и среди нацменьшинств). В рамках этого процесса у еврейской молодежи появился запрос на изучение иудаизма и сионистские взгляды.
В 1969 году были предприняты попытки создания всесоюзной сионистской организации. Хотя большинство участников еврейского национального движения периода 1967—1985 гг. не называли себя сионистами, по мнению редакции Краткой еврейской энциклопедии, их деятельность объективно носила сионистский характер.
10 июня 1968 года Юрий Андропов и Андрей Громыко направили предложение в ЦК КПСС возобновить еврейскую эмиграцию в пределах 1500 человек в год — это предложение было принято.
11 июня 1967 года в день разрыва советско-израильских отношений московский студент Яков Казаков публично отказался от советского гражданства и потребовал предоставления ему возможности выехать в Израиль. В обращении к депутатам Верховного Совета СССР он написал:

Я не желаю быть гражданином страны, где евреи подвергаются насильственной ассимиляции, где мой народ лишается своего национального лица и своих культурных ценностей… Я не желаю жить в стране, правительство которой пролило столько еврейской крови… Я не желаю вместе с вами быть соучастником уничтожения государства Израиль…
Письмо Казакова было переправлено на Запад и опубликовано в американских газетах. Заявление Казакова стало первым открытым вызовом такого рода. В начале 1969 года ему выдали визу в Израиль. В Киеве бывший воспитанник детского дома Борис Кочубиевский написал и распространил в самиздате статью «Почему я сионист?», в декабре 1968 года был арестован и осуждён на 3 года лагерей.
В конце 1960-х евреи начали публично требовать предоставления им права на эмиграцию, предусмотренного Всеобщей декларацией прав человека. С 1968 по 1978 год советские евреи отправили более 2300 коллективных и личных писем, обращённых к советским властям и западной общественности. Йоси Кляйн Галеви отмечает, что принципиально разная реакция властей на действия Казакова и Кочубиевского продолжилась и впоследствии: еврей, требующий выезда в Израиль, никогда заранее не знал, где он окажется в итоге — в Израиле или в тюрьме.
16—17 августа 1969 года в Москве был создан подпольный «Всесоюзный координационный комитет» для содействия и координации деятельности отдельных сионистских групп. В первый состав ВКК вошли представители Москвы (Меир Гельфонд, Виталий Свечинский и Давид Хавкин), Ленинграда (Владимир Могилевер и Соломон Дрейзнер), Риги (Эли Валк и Борис Мафцир), Харькова (Ефим Спиваковский), Киева (Анатолий Геренрот) и Тбилиси (Гершон Цицуашвили). Была развёрнута широкая сеть подпольных ульпанов — центров по изучению иврита.

### Операция «Свадьба»
В начале 1970 года член ленинградской сионистской организации Гилель Бутман предложил осуществить захват небольшого пассажирского самолёта, чтобы улететь в Швецию и привлечь внимание всего мира к положению советских евреев. Идея принадлежала бывшему боевому лётчику Марку Дымшицу. Большинство членов комитета сочло идею нереальной и опасной для всего движения, категорическое возражение было получено после запроса мнения правительства Израиля. Однако несколько человек во главе с бывшим политзаключённым Эдуардом Кузнецовым и Марком Дымшицем решили операцию осуществить. В число участников вошло 16 человек. Планировалось выкупить все места на небольшом местном самолёте под предлогом летящих на свадьбу гостей, операцию назвали «Свадьба». Власти узнали о планах группы, участники были захвачены 15 июня 1970 года перед посадкой в самолёт на лётном поле в городе Приозерске.
В декабре 1970 года состоялся суд. Подсудимым были предъявлены обвинения в измене Родине (попытке побега с незаконным пересечением государственной границы), попытке хищения в особо крупных размерах (угон самолёта) и антисоветской агитации. В результате организаторы Дымшиц и Кузнецов были приговорены к смертной казни (расстрелу), остальные — к тюремному заключению сроком от 4 до 15 лет. После волны зарубежных протестов смертная казнь была заменена 15 годами заключения, некоторым осуждённым были снижены сроки. Впоследствии Дымшиц и Кузнецов были обменены на задержанных в США советских разведчиков.

### Активизация 1970-х, «политики» и «культурники»
В начале 1971 года прошёл ряд процессов на участниками подпольных сионистских организаций, связанных с ленинградским делом. Однако расчёт властей на снижение интенсивности сионистского движения не оправдался, напротив, противостояние перешло в открытые формы.
22 июня 1971 года состоялась первая трёхдневная голодовка на Центральном телеграфе в Москве 30 отказников из Прибалтики. Через месяц там же провели голодовку 44 отказника из Тбилиси, а затем и москвичи. В августе 1971 года 300 евреев-отказников пришли в ЦК Компартии Грузии, часть прорвалась внутрь и добилась обещания министра внутренних дел Грузии выдавать разрешения на выезд.
В этот период появился первый регулярный еврейский самиздат. Первым сионистским изданием стал информационный бюллетень еврейского движения за выезд в Израиль «Исход», его создателем и редактором был этнический русский — моряк, уроженец Харбина Виктор Федосеев. Затем появился «Вестник исхода», а в 1972 году вышли два выпуска «Белой книги исхода». В 1970 году под эгидой ВКК в Риге вышло 3 номера самиздатовского журнала «Итон», который редактировали Карл Малкин, Лев Коренблит и Иосиф Менделевич. Третий номер был конфискован, и выход «Итона» прекратился. В 1970-е пришло новое поколение самиздатовских редакторов: основным языком вместо идиша стал русский, а в тематике доминировала борьба за выезд из СССР. Были и региональные отличия: в Риге названия журналов были в основном на иврите, в Москве — на русском.
Резко усилилось давление с Запада на СССР в поддержку права евреев на эмиграцию. Советские власти, нуждавшиеся в поставках западных технологий, увеличили число разрешений на выезд. В 1971 году эмигрировали 12,9 тыс. евреев, в 1972 — 31,9 тыс. Всего за период 1945—1972 годов из СССР в Израиль эмигрировало 42 234 человека.
В 1972 году советские власти предприняли попытку ввести для эмигрантов оплату за полученное в СССР высшее образование, которая составляла несколько тысяч рублей с каждого человека, что было абсолютно неподъёмной суммой. Из-за международного скандала и давления эта мера, фактически запрещающая выезд, была отменена с марта 1973 года. Преследование активистов еврейского движения продолжилось, но с 1973 года им стали предъявлять обвинения по другим статьям, чаще всего по сфабрикованным уголовным обвинениям: за хулиганство, за взятки, за сопротивление властям и т. п. 24 декабря 1975 года состоялась первая демонстрация в защиту узников Сиона. Ряд акций протеста прошёл в 1976 году, когда отказники прорывались в Приёмную Президиума Верховного Совета и отказывались его покидать без ответа на свои обращения. Наиболее сильный всплеск еврейских демонстраций пришёлся на 1978 год. Власти отвечали арестами, превентивными задержаниями, блокировали активистов в квартирах, не давая выходить на улицу.
В секретной аналитической записке «о характере и причинах негативных проявлений среди учащейся и студенческой молодёжи» 3 декабря 1976 года начальник Пятого управления КГБ генерал Филипп Бобков писал:

Проявления, совершённые представителями еврейской молодёжи под влиянием идеологии сионизма и произраильских настроений, разнохарактерны. Они выражаются в распространении содержания радиопередач «Голоса Израиля», других буржуазных радиостанций, а также сионистской литературы, инспирации антиобщественных акций, возбуждении антисоветских и эмиграционных настроений, установлении контактов с эмиссарами зарубежных центров. Молодёжь еврейской национальности составляет значительную часть т. н. «ульпанов», где под видом изучения иврита ведётся пропаганда сионистских и произраильских настроений
К середине 1970-х годов в еврейском движении оформились два идеологических крыла: так называемые «политики» (или «эмиграционщики») и «культурники». «Политики» полагали, что все усилия следует направлять на скорейшую эмиграцию из СССР. «Культурники», не отрицая эмиграцию как цель, ставили во главу угла пробуждение и развитие еврейской культуры. «Политики» ставили во главу угла право евреев на эмиграцию как таковое, «культурники» настаивали, что эмиграция может быть только в Израиль, любые другие варианты еврейской эмиграции, по их мнению, не следовало поддерживать.
Лидерами первой группы были Александр Лернер, Александр Лунц и Владимир Слепак, а второй — Владимир Престин, Павел Абрамович и Илья Эссас. Как полагает Натан Щаранский, «деление активистов на „культурников“ и „политиков“ было весьма условным. И те, и другие активно участвовали и в борьбе за выезд, и в борьбе за возрождение еврейской культуры». Аналогичного мнения придерживается Людмила Алексеева. Известен один крупный конфликт между «политиками» и «культурниками» в конце 1974 — начале 1975 года, связанный с попыткой Лунца провести переговоры с КГБ о выпуске отказников, о которых «культурники» не были поставлены в известность. Противоречия достигли апогея в конце июня 1975 года, когда в Москву приехала группа сенаторов во главе с бывшим вице-президентом США Хьюбертом Хамфри. Перед назначенной встречей с еврейскими активистами «культурники» потребовали организовать для них отдельную встречу.
Одним из важных направлений деятельности «культурников» был выпуск самиздата. В конце 1970-х в еврейском самиздате преобладали историко-культурные издания: «Евреи в СССР», «Тарбут», «Наш иврит», «Хаим», «Магид».

### «Нэшира» и усиление репрессий в начале 1980-х
Эмиграция была сокращена после принятия в США антисоветской поправки Джексона — Вэника, затем в очередной раз выросла в 1977—1979 годах и достигла максимума в 51 000 в 1979 году. Однако существенная часть эмигрантов, получивших израильские визы, после пересечения советской границы направлялась в США, а не в Израиль, поскольку могла получить в США статус беженца, дающий существенные льготы по сравнению с обычной иммиграцией. Яков Казаков (он же Яков Кедми), ставший после эмиграции руководителем отдела СССР в израильской спецслужбе «Натив», отмечал, что сионистская мотивация была лишь у незначительной части эмигрантов этого периода. Согласно статистике, из выехавшей по израильской визе из СССР в период 1970—1988 годов 291 тысячи человек 165 тысяч прибыли в Израиль и 126 тысяч — в США. Так называемый «отсев» эмигрантов в США вместо Израиля (на иврите «нэшира») вырос с менее 1 % в 1971 и 1972 годах до 4,28 % в 1973 году, 18,09 % в 1974 году, 35,88 % в 1975 году и 47,33 % в 1976 году.
В конце 1970-х — начале 1980-х годов по ряду внешних причин СССР взял курс на резкое ужесточение внутренней политики по отношению к инакомыслящим. Начался новый виток преследований с показательными процессами над такими сионистскими активистами, как Натан Щаранский, Иосиф Бегун, Владимир Слепак, Ида Нудель и другими. Кроме этого, власти с 1979 года постепенно ввели запрет на выезд, кроме как по вызовам от прямых родственников, в иных случаях заявления просто не принимались. Таким образом, формальное число отказников не росло, хотя реально многие люди лишились возможности эмиграции. Было усилено и противодействие развитию еврейской культуры, из всех видов деятельности «культурников» осталось только изучение иврита, регулярный самиздат был прекращён, последний редактор журнала «Евреи в СССР» Виктор Браиловский был осуждён на 5 лет ссылки. Сократилось число публичных акций протеста, чаще вместо демонстраций протестующие объявляли голодовки.
В рамках общего усиления репрессий многократно выросло число кратковременных арестов. Вырос также масштаб уголовных приговоров, на первое место по их числу в 1979—1983 годах среди городов вышел Киев: 10 отказников получили лагерные сроки. В основном дела фабриковались по статьям о «тунеядстве» и «хулиганстве», однако Станислав Зубко был осужден на 4 года заключения за хранение оружия и наркотиков, которые были подброшены ему в квартиру. Ряд репрессированных были осуждены по политическим статьям за «антисоветскую агитацию» и «клевету на советский строй».
К середине 1980-х положение сионистов было очень тяжёлым: подпольные организации были разгромлены, активисты отправлены в тюрьмы и лагеря, а от 5 до 50 тысяч (по разным оценкам) отказников не могли выехать в Израиль, поскольку число разрешений на выезд сократилось до 1—2 тысяч в год. Из регулярного самиздата остался только «Ленинградский еврейский альманах». В особо трудной ситуации оказались научные работники: среди отказников было около 500 кандидатов и 40 докторов наук, которых не выпускали из страны и одновременно лишали работы и научных званий. В этот период произошло сближение между национальным еврейским и правозащитным движениями в СССР.

### В период перестройки и распада СССР
С приходом к власти в СССР Горбачёва и под давлением правительства США (и лично президента Рейгана) были облегчены правила на эмиграцию из СССР.
28 августа 1986 года было принято Постановление Совета Министров СССР № 1064 «О внесении дополнений в „Положение о въезде в Союз ССР и о выезде из Союза ССР“». Согласно «Положению» эмиграция разрешалась лишь при наличии прямых родственников в стране выезда. Кроме того, выезд мог быть запрещён в случае осведомлённости человека о государственных секретах и в ряде иных ситуаций. В 1987 году по израильским визам из СССР выехало более 8100 человек. Было освобождено из заключения подавляющее большинство узников Сиона.
Все ограничения на эмиграцию были сняты в феврале 1988 года. С этого времени началась массовая репатриация из СССР в Израиль и прекращена официальная антисионистская пропаганда. К концу 1989 года эмигрировали практически все долголетние отказники. Большую роль сыграл тот факт, что с октября 1989 года в США был ограничен приём еврейских беженцев из СССР. Немало росту репатриации способствовало и проявление антисемитизма. Организация «Память» проводила в 1987—1990 годы многочисленные акции против так называемого жидо-масонского заговора. Весной 1990 года получили распространение провокационные, ничем не подтверждённые слухи о грядущих еврейских погромах.
В августе 1989 года в Москве Львом Городецким была создана «Сионистская организация» (ивр. אירגון ציוני‎, «Иргун Циони»). Организация занималась главным образом изучением иврита. Была открыта воскресная школа для детей (преподавались иврит и еврейская история), издавалась учебная литература, а также велась пропаганда, направленная на репатриацию советских евреев в Израиль.
Распад СССР, экономические и политические проблемы в странах СНГ привели к высокому уровню репатриации. В 1989—1991 годы в Израиль прибыло более 343 тыс. репатриантов из СССР. Всего за период «Большой алии» в Израиль прибыло более миллиона евреев из СССР и СНГ.

## СССР и Израиль
Отношения СССР с Израилем определялись тремя факторами: борьбой между великими державами за влияние на Ближнем Востоке, стремлением советского руководства к созданию всемирного «антиимпериалистического фронта» и наличием в СССР еврейского национального меньшинства.
В отличие от преследования сионистской деятельности в СССР в период сталинизма, в ходе создания государства Израиль Советский Союз оказал активное содействие этому процессу, стремясь подорвать позиции Великобритании на Ближнем Востоке. Существуют разные точки зрения о причинах поддержки палестинских сионистов Сталиным. Так, доктор исторических наук Дмитрий Мосяков полагает, что в СССР надеялись, что еврейское государство, возглавляемое выходцами из российского Бунда, станет очагом социализма на Ближнем Востоке, подконтрольным Москве, в противовес арабским режимам, ориентированным на Запад. Аналогичная точка зрения изложена в Краткой еврейской энциклопедии. Жорес Медведев считает, что Сталин не рассчитывал на присоединение Израиля к советскому блоку, а, напротив, полагал, что его создание приведёт к повороту арабских стран от ориентации на США и Великобританию в сторону СССР.
В 1947 году СССР участвовал в подготовке резолюции № 181 Генеральной Ассамблеи ООН. Советский представитель А. А. Громыко на пленарном заседании 26 ноября решительно высказался за «вариант раздела Палестины на два самостоятельных демократических государства — арабское и еврейское». В результате 29 ноября 1947 года в ООН был принят план раздела Палестины. Поддержка плана ООН со стороны СССР стала большой неожиданностью как для евреев, так и для арабов
17 мая 1948 года (через три дня после провозглашения) Советский Союз, первым среди всех стран мира, признал государство Израиль де-юре. США, несмотря на сильное еврейское лобби, тогда признали Израиль лишь де-факто (де-юре — в январе 1949 года). Первый министр иностранных дел Израиля Моше Шарет в первой официальной телеграмме Израиля в СССР выражал «глубокую признательность и уважение народа Израиля за стойкую позицию, занятую советской делегацией в ООН в поддержку образования независимого и суверенного еврейского государства».
Во время Войны за независимость Израиля с арабскими странами СССР, при посредничестве Чехословакии, оказал Израилю помощь поставками оружия. Немецкий исследователь Леонид Люкс отмечал две противоположные линии в поведении советского руководства в этот период: на Ближнем Востоке оно поддерживало евреев против Великобритании, а внутри страны проводило антисемитскую политику.
Начиная с осени 1948 года и по 1953 год отношение СССР к Израилю резко ухудшилось и сменилось на крайне враждебное. В 1967 году дипломатические отношения были разорваны. С 1956 года СССР оказывал активную помощь враждебным Израилю арабским странам и террористическим движениям и вёл антиизраильскую пропаганду на международной арене. На территории СССР проходили подготовку палестинские боевики, участвующих в террористических актах против израильтян, террористы получали из СССР оружие и другие ресурсы. Советские военные принимали прямое участие в вооружённых столкновениях с Израилем на стороне арабских стран, в частности в Сирии и Египте.

## Антисионизм как часть коммунистической идеологии
Михаил Агапов отмечает, что отношение к сионизму и его палестинской реализации было сформировано у российской социал-демократии ещё в дореволюционный период. Эта позиция определялась как марксистской теорией, так и практикой отношений РСДРП с Бундом и продвижения мировой революции. Теоретико-идеологической основой враждебности к сионизму как к националистическому движению послужили труды Карла Каутского.
Ленин видел в сионизме одно из проявлений «буржуазного или мелкобуржуазного национализма, противостоящего пролетарскому интернационализму и проповедующего классовый мир между рабочими и капиталистами одной национальности». Сионизм расценивался им как совершенно ложная и реакционная по своей сущности идея. В статье «Мобилизация реакционных сил и наши задачи» (1903) Ленин заявлял, что «сионистское движение непосредственно гораздо более грозит развитию классовой организации пролетариата, чем антисемитизм, и, так как для нас, социал-демократов, не существует „избранных“ и „неизбранных“ народов, то мы никак не можем отказаться от задачи борьбы с „предрассудками еврейской массы“». Сталин как главный теоретик партии по национальному вопросу утверждал, что евреев, «живущих на разных территориях и говорящих на разных языках», нельзя считать нацией. Евреев объединяют лишь «религия, общее происхождение и некоторые остатки национального характера». Создание «еврейского национального очага» в Палестине как путь решения «еврейского вопроса» идеологи РСДРП считали утопической попыткой создания в Палестине «всемирного еврейского гетто». В России в вину сионистам ставились буржуазная националистическая пропаганда и раскол общероссийского рабочего движения. Сионизм был назван «ярким примером обмана трудящихся масс угнетённой нации, произведённого соединёнными усилиями империализма Антанты и буржуазии соответствующей нации» на Втором конгрессе Коминтерна.
Антисионистская пропаганда занимала важное место в коммунистической идеологии. С 1918 по 1930 год этим занималась Еврейская секция РКП(б). Особенное усиление антисионистской пропаганды в СССР произошло после Шестидневной войны. После разрыва дипломатических отношений официальный подход, рассматривавший Израиль как «орудие международного империализма», был ретроспективно распространён советскими учёными на весь период, предшествовавший созданию Государства Израиль, с момента возникновения сионистского движения в конце XIX века. Сионизм определялся официальной советской идеологией как «наиболее реакционная разновидность еврейского буржуазного национализма, получившая распространение в XX веке среди еврейского населения капиталистических стран, националистическая идеология и политика, выражающая интересы крупной еврейской буржуазии, тесно связанной с монополистической буржуазией империалистических государств. Основное содержание этой идеологии — воинствующий шовинизм, расизм, антикоммунизм и антисоветизм».
В 1973 году по заданию идеологического отдела ЦК КПСС в СССР был снят антисионистский пропагандистский фильм «Тайное и явное (Цели и деяния сионистов)». Антисионистская и антиизраильская литература публиковалась сотнями наименований многотысячными тиражами. Только на Украине в 1967—1984 годах было опубликовано 135 таких книг, не считая публикаций в СМИ. «Идеология сионизма и произраильские настроения» выделялись Комитетом государственной безопасности отдельной графой в ряду «враждебных идеологий». Борьбу с сионистами внутри СССР осуществлял так называемый «еврейский отдел» в рамках Пятого управления КГБ.
21 апреля 1983 года по инициативе Отдела пропаганды ЦК КПСС и КГБ СССР был создан Антисионистский комитет советской общественности (АКСО). Руководящий состав АКСО был приравнен к высшей государственной номенклатуре. Как отмечается в документах экспертного заключения по делу КПСС, АКСО фактически не был общественной организацией, а был пропагандистской структурой КПСС. Бессменным руководителем АКСО был дважды Герой Советского Союза, генерал-полковник Давид Драгунский. Большинство членов АКСО были евреями.
Политолог Андреас Умланд отмечает сходство крайних проявлений советского антисионизма и современной русской ксенофобии. Он полагает, что «явно злонамеренное отождествление сионизма с нацизмом» в советских публикациях позволяет понять, почему такие крайне правые организации, как «открыто неонацистское» Русское национальное единство, имеют большую популярность в постсоветской России.

## Сионизм, диссидентское и правозащитное движение
Взаимодействие еврейского национального движения с диссидентским и правозащитным было сложным. Люди, боровшиеся за выезд из страны, считали бессмысленным участие в попытках преобразовать СССР. Многие из них отказывались иметь дело с диссидентами. Как пишет Людмила Алексеева, они рассуждали так:

Я не хочу иметь ничего общего с этой страной. Я хочу уехать, а для этого мне не нужно ссориться с властями. Ведь разрешение зависит от них, а не от диссидентов, и поэтому лучше быть от этих диссидентов подальше.
 Кроме прочего, диссидентское движение включало очень разных противников советского режима, среди диссидентов были люди диаметрально разных взглядов, включая антисемитов.
Поскольку евреи боролись за право на свободу эмиграции, то их интересы в этой части наиболее близко соприкасались с правозащитниками, которые боролись за соблюдение прав человека — включая право евреев эмигрировать в Израиль. В сентябре 1976 года двое отказников, Иосиф Асс и Борис Чернобыльский, были арестованы и избиты во время акции протеста, при этом им самим были предъявлено обвинение в злостном хулиганстве. 1 ноября 1976 года была создана «Группа содействия гласному общественному разбирательству» причин и обстоятельств их задержания, поскольку по окончании следствия никто не допросил свидетелей-отказников. В группу входили как отказники, так и правозащитники от Московской Хельсинкской группы. Асс и Чернобыльский были отпущены 15 ноября. Это был единственный случай создания в еврейском национальном движении открытой правозащитной организации. Однако в борьбе за право эмиграции еврейские активисты действовали вполне правозащитными методами.
Тем не менее многие из них активно возражали против участия отказников в правозащитной деятельности. Так, в 1969 году группа молодых отказников даже угрожала правозащитнику Юлиусу Телесину избиением после подачи заявления на выезд, если он продолжит участие в правозащитной деятельности. Они боялись, что это навлечёт лишний гнев властей и приведёт к дополнительным проблемам для выезжающих. Против такого альянса возражали также поддерживающие сионистов зарубежные еврейские организации.
Сотрудничество между правозащитниками и отказниками началось после создания Московской Хельсинкской группы, куда вошли известные отказники Виталий Рубин, Анатолий Щаранский, Владимир Слепак и Наум Мейман. По мнению Людмилы Алексеевой, судебные процессы над Щаранским и другими евреями — участниками правозащитного движения были связаны именно со стремлением властей не дать объединиться этим движениям.

## Поддержка сионизма в СССР из-за рубежа
Поддержка сионистских организаций, национально-культурных и эмигрантских устремлений советских евреев осуществлялась в течение нескольких десятков лет в основном правительственными организациями Израиля (в первую очередь Бюро по связям Натив) и рядом общественных объединений США.

### Работа израильских организаций
Основную работу по поддержке сионистского движения в СССР со стороны Израиля проводило Бюро по связям Натив. Перед его руководством были поставлены три задачи:
- Установить и поддерживать как можно более широкие связи с евреями Восточной Европы и особенно Советского Союза;
- Проводить оперативную деятельность, способствующую выезду евреев в Израиль;
- Инициировать и развивать общественную и политическую деятельность для оказания международного политического давления на власти СССР, чтобы они предоставили евреям возможность выехать в Израиль[96].

При этом в самом Израиле информация о положении советских евреев цензурировалась, Натив предпочитал действовать без огласки. Цензура обосновывалась мнением, что в случае огласки арабы потребуют от СССР прекращения эмиграции.
Агенты Натива провозили в СССР пропагандистские материалы, налаживали связи с еврейской общиной в Советском Союзе, организовывали кружки изучения еврейской культуры, иудаизма и иврита, вели среди советских евреев агитацию за выезд в Израиль. Кроме прочего, посланцы Натива убеждали евреев бороться за выезд в Израиль и не втягиваться в диссидентское движение и правозащитную деятельность, поскольку, по мнению израильтян, это было бессмысленно и опасно. Советское государство рассматривало деятельность Натива как угрозу и боролось с ней. Так, в 1956 году трое сотрудников Натива, работавших в посольстве Израиля, были объявлены персонами нон грата и высланы из СССР. В Московской хоральной синагоге, где обычно происходило общение евреев с израильскими дипломатами, в 1961 году была сооружена специальная ложа для иностранцев, и таким образом они были изолированы от советских граждан. Уполномоченные Совета по делам религиозных культов запрещали верующим общаться с иностранцами, угрожая закрытием синагог.
Появление и рост «отсева» были обусловлены недальновидностью политики Натива, руководство которого в 1970-е не отреагировало на эту тенденцию. Переломить ситуацию удалось лишь в конце 1980-х годов, когда Яков Казаков (Кедми), к тому времени работавший в должности заместителя директора Натива, с помощью ряда бюрократических мер заблокировал возможность выезда по израильским визам в США и другие страны. Эта операция обеспечила Израилю сотни тысяч новых еврейских репатриантов в 1989—1991 годы.

### Международная кампания
Как считает историк Яаков Рои, после подписания Женевских соглашений 1954 года проблема эмиграции советских евреев стала не только одним из ключевых вопросов советско-израильских отношений, но и отношений Восток-Запад. Уже в декабре 1959 года президент США Дуайт Эйзенхауэр и другие официальные лица затронули эту тему во время визита советского лидера Никиты Хрущёва в США.
Первая международная конференция в поддержку советских евреев состоялась в Париже 15 сентября 1960 года. В этот период лидеры крупных и влиятельных еврейских организаций, такие как председатель Всемирного еврейского конгресса Нахум Гольдман и любавичский реббе Менахем-Мендл Шнеерсон, придерживались позиции, что шумная и активная кампания может лишь повредить делу и предпочитали действовать дипломатическими средствами.
Историк Мартин Гилберт назвал «отцом» международного движения в защиту евреев СССР Джейкоба Бирнбаума, который прибыл из Великобритании в США с целью создать массовое движение в поддержку советских евреев. Организация «Студенты в борьбе за советских евреев» (SSSJ) была учреждена 27 апреля 1964 года и через 4 дня в день первомайского праздника в СССР провела первую массовую акцию протеста напротив советской миссии ООН. Кампания Бирнбаума использовала знаменитый лозунг «Отпусти народ мой!», проводя параллель между библейским сюжетом и современностью. Бирнбаум акцентировал внимание на праве эмигрировать и персонифицировал кампанию: вместо борьбы за абстрактных «советских евреев» он популяризировал конкретных отказников, обнародовав их имена и истории.
С 1969 года к борьбе за право евреев СССР репатриироваться в Израиль подключилась созданная годом ранее Лига защиты евреев. Её основатель раввин Меир Кахане, как и прочие активисты, многие из которых состояли в прошлом в SSSJ, был разочарован методами работы еврейского истеблишмента и прибегал вместе с активистами к акциям общественного неповиновения и более радикальным действиям для привлечения общественного внимания к проблеме советских евреев. 21 марта 1971 года Лига провела массовую демонстрацию в Вашингтоне возле советского посольства. Поскольку демонстранты перекрыли движение возле посольства, Кахане и ещё несколько человек были арестованы.

Почти три тысячи человек с шестиконечными звёздами на одежде пришли требовать свободу советским евреям. Это была мирная демонстрация, люди пели песню Шломо Карлебаха «Ам Исраэль Хай» (народ Израиля жив), скандировали «Свободу советским евреям!», «Отпусти народ мой!».— Александр Левин. Не стой равнодушно при виде крови ближнего твоего (интервью с М. Блиц)
Лига защиты евреев пыталась заручиться поддержкой правительства США, поставив под угрозу американо-советские торговые и культурные отношения. Кахане и другие активисты рассчитывали, что таким образом им удастся заставить США ввести отмену ограничений на выезд как одно из условий торговли со странами социалистического блока. Кроме акций протеста у советских дипломатических учреждений, активисты пытались препятствовать культурному обмену в рамках налаживания отношений между двумя странами. В конце 1969 года группа активистов Лиги защиты евреев захватила в Нью-Йорке помещение советского «Аэрофлота». Когда организаторы попытки угона самолёта Дымшиц и Кузнецов были приговорены в СССР к смертной казни, активисты Лиги угрожали расправой советским дипломатам, к чему в СССР отнеслись серьёзно. Звонки с угрозами регулярно поступали в советское представительство в ООН в Нью-Йорке, площадь перед которым стала ареной постоянных демонстраций. Активистами Лиги регулярно срывались выступления советских артистов и танцоров. 26 января 1972 года члены Лиги провели в Нью-Йорке теракт в офисе импресарио Сола Юрока, который занимался организацией гастролей советских ансамблей в США, взорвав дымовую шашку, в результате чего один человек погиб и 13 были ранены. Иосиф Менделевич так позже писал о деятельности Лиги: «Каждая акция „Лиги“ вызывала припадок бешенства у Советов. Мы, активисты борьбы за алию с радостью ловили каждое сообщение об этом в „Правде“, „Известиях“ и радио. Наконец-то у нас появился друг и помощник».
Еврейский истеблишмент США бойкотировал деятельность Лиги, создав в 1971 году Национальную конференцию по проблемам советских евреев (NCSJ). Кроме того, при нескольких крупных еврейских общинах США возникли собственные организации по проблемам советских евреев, представители которых создали в 1970 году Объединение комитетов в защиту евреев в бывшем СССР (UCSJ). Представители этих, а также других еврейских организаций лоббировали право советских евреев на иммиграцию и провели несколько международных конференций, куда Кахане не был допущен.
В ответ на принятие советскими властями в августе 1972 года требования выплаты за каждого отъезжающего, имеющего высшее образование, непомерного налога «за диплом», в сентябре 1972 года руководство Национальной конференции по проблемам советских евреев созвало срочное совещание для выработки реакции. Сенатор Генри Джексон и конгрессмен Чарльз Вэник представили в парламенте США соответствующий законопроект — знаменитую поправку Джексона — Вэника, которая была принята 20 декабря 1974 года. В соответствии с ней страна с «нерыночной экономикой», отрицающая за своими гражданами право на эмиграцию или устанавливающая налог на эмиграцию, превышающий номинальный, лишалась права на предоставление ей торговых льгот.
6 декабря 1987 года за сутки до саммита СССР — США более 200 тысяч человек со всей Америки прибыли в Вашингтон, чтобы потребовать от Михаила Горбачёва отпустить из страны советских евреев. С сообщения об этом требовании Рональд Рейган начал встречу с Горбачёвым.

## Комментарии
1. ↑  Пример: «Дело о сионистском заговоре в МВД», которое впоследствии превратилось в «Дело врачей».
2. ↑  Для сравнения: Бунд насчитывал тогда 35 тысяч членов, а в РКП(б) было всего 2 тысячи евреев (Басин Я. З. «Советизация через идишизацию…»).
3. ↑  Сам Казаков называет 11 июня Архивная копия от 5 апреля 2022 на Wayback Machine как дату разрыва советско-израильских отношений, Михаэль Бейзер и некоторые другие источники называют 13 июня.
4. ↑  В частности, окончание политики разрядки в отношениях с США.
5. ↑  3 августа 1972 года с целью ограничения эмиграции был принят указ Президиума Верховного совета СССР «О возмещении гражданами СССР, выезжающими на постоянное жительство за границу государственных затрат на обучение», а на его основе Совет Министров СССР разработал инструкцию о размерах возмещения этих затрат Архивная копия от 27 сентября 2013 на Wayback Machine.